# シャキール
シャキール（Shaquille、2020年4月24日 - ）はイギリスの競走馬。主な勝ち鞍は2023年のコモンウェルスカップ、ジュライカップ。

## 概要

### 2歳（2022年）
7月22日ヨーク競馬場の条件戦でショーン・レヴィーを背にデビューして勝利を挙げる。翌8月17日のエイコムステークス(G3)に出走するもシャルディーンの9着に敗れた。
10月17日のヨーク競馬場の条件戦をグレアム・リー鞍上で勝利。12月3日のウルヴァーハンプ競馬場の条件戦を勝利して2連勝とした。

### 3歳（2023年）
5月6日のニューマーケット競馬場のハンデ戦で始動してジェームズ・ドイルを鞍上に勝利。続く5月20日のカーナーボンステークス(L)でも勝利を挙げてパターンレース初制覇となった。
その後は6月23日のコモンウェルスカップ(G1)にオイシン・マーフィーを鞍上に迎えて4番人気で出走。最後方近くからの競馬となるも、マーフィー騎手がリトルビッグベアの背後に付けて馬群を抜け出すと、2頭で馬体を並べて叩き合い、最後はリトルビッグベアを競り落として1馬身1/4差で勝利。5連勝でG1初制覇を果たした。
7月15日のジュライカップ(G1)ではロッサ・ライアンを鞍上に迎えて出走。リトルビッグベアと並んで1番人気タイに支持された。発馬で伸び上がるようにゲートを出てしまったことにより最後方からの競馬となるも、中間点前で一気に前に進出して先頭に立つ。馬場の中央から外埒の方でもたれるところを見せるも、2着ラントゥフリーダムに1馬身半差を付け勝利。後続を寄せ付けずに二度目のG1制覇、通算6連勝に伸ばした。
9月9日のスプリントカップ（G1）では道中リージョナルと並走する形で逃げるも残り2ハロン付近で失速し最下位の16着と大敗した。その後、現役を引退し2024年よりイギリスのダリンガムパークで種牡馬入りすることになった。
11月9日に2023年度カルティエ賞の最優秀スプリンターに選出された。

## 血統表
| シャキールの血統            | シャキールの血統                                                                                             | シャキールの血統                                                                                             | （血統表の出典）                                                                                             | （血統表の出典） |
| 父系                        | ダンジグ系                                                                                                   | ダンジグ系                                                                                                   | ダンジグ系                                                                                                   | [ § 2 ]          |
| 父 Charm Spirit 鹿毛 2011年 | 父の父Invincible Spirit 鹿毛 1997年                                                                          | Green Desert                                                                                                 | Danzig | Danzig           |
| 父 Charm Spirit 鹿毛 2011年 | 父の父Invincible Spirit 鹿毛 1997年                                                                          | Green Desert                                                                                                 | Foreign Courier                                                                                              |                  |
| 父 Charm Spirit 鹿毛 2011年 | 父の父Invincible Spirit 鹿毛 1997年                                                                          | Rafha | Kris | Kris             |
| 父 Charm Spirit 鹿毛 2011年 | 父の父Invincible Spirit 鹿毛 1997年                                                                          | Rafha | Eljazzi |                  |
| 父 Charm Spirit 鹿毛 2011年 | 父の母L'Enjoleuse 鹿毛 2002年                                                                                | Montjeu | Sadler's Wells                                                                                               | Sadler's Wells   |
| 父 Charm Spirit 鹿毛 2011年 | 父の母L'Enjoleuse 鹿毛 2002年                                                                                | Montjeu | Floripedes                                                                                                   |                  |
| 父 Charm Spirit 鹿毛 2011年 | 父の母L'Enjoleuse 鹿毛 2002年                                                                                | Machaera | Machiavellian                                                                                                | Machiavellian    |
| 父 Charm Spirit 鹿毛 2011年 | 父の母L'Enjoleuse 鹿毛 2002年                                                                                | Machaera | Somfas |                  |
| 母 Magic 鹿毛 2014年        | 母の父Galileo 鹿毛 1998年                                                                                    | Sadler's Wells                                                                                               | Northern Dancer                                                                                              | Northern Dancer  |
| 母 Magic 鹿毛 2014年        | 母の父Galileo 鹿毛 1998年                                                                                    | Sadler's Wells                                                                                               | Fairy Bridge                                                                                                 |                  |
| 母 Magic 鹿毛 2014年        | 母の父Galileo 鹿毛 1998年                                                                                    | Miswaki | Miswaki | Miswaki          |
| 母 Magic 鹿毛 2014年        | 母の父Galileo 鹿毛 1998年                                                                                    | Miswaki | Allegretta                                                                                                   |                  |
| 母 Magic 鹿毛 2014年        | 母の母Danehurst 鹿毛 1998年                                                                                  | *デインヒル                                                                                                  | Danzig | Danzig           |
| 母 Magic 鹿毛 2014年        | 母の母Danehurst 鹿毛 1998年                                                                                  | *デインヒル                                                                                                  | Razyana |                  |
| 母 Magic 鹿毛 2014年        | 母の母Danehurst 鹿毛 1998年                                                                                  | Miswaki Belle                                                                                                | Miswaki | Miswaki          |
| 母 Magic 鹿毛 2014年        | 母の母Danehurst 鹿毛 1998年                                                                                  | Miswaki Belle                                                                                                | Belle Et Deluree                                                                                             |                  |
| 母系(F-No.)                 | Diomed Mare(FN:A29)                                                                                          | Diomed Mare(FN:A29)                                                                                          | Diomed Mare(FN:A29)                                                                                          | [ § 3 ]          |
| 5代内の近親交配             | Sadler's Wells：M3×S4, Danzig：S4×M4, Northern Dancer：M4×S5×S5×M5, Miswaki：M4×M4, Mr. Prospector：S5×M5×M5 | Sadler's Wells：M3×S4, Danzig：S4×M4, Northern Dancer：M4×S5×S5×M5, Miswaki：M4×M4, Mr. Prospector：S5×M5×M5 | Sadler's Wells：M3×S4, Danzig：S4×M4, Northern Dancer：M4×S5×S5×M5, Miswaki：M4×M4, Mr. Prospector：S5×M5×M5 | [ § 4 ]          |
| 出典                        | 1. 2. 3. 4.                                                                                                  | 1. 2. 3. 4.                                                                                                  | 1. 2. 3. 4.                                                                                                  | 1. 2. 3. 4.      |